# Albert Deß
Albert Deß (Röckersbühl in Berngau, 17 april 1947) is een Duits politicus van christendemocratische signatuur. Hij is lid van de Beierse Christlich-Soziale Union (CSU) en de Europese Volkspartij en zetelt sinds 2004 als lid van de EVP-fractie in het Europees Parlement.
Albert Deß is lid van de Commissie landbouw en plattelandsontwikkeling, de Delegatie voor de betrekkingen met de Zuid-Aziatische landen en de Delegatie in de Euro-Latijns-Amerikaanse Parlementaire Vergadering en plaatsvervangd lid van de Commissie internationale handel, de Delegatie in de parlementaire samenwerkingscommissie EU-Oekraïne en de Delegatie in de Parlementaire Vergadering Euronest.

## Biografie
Albert Deß is een landbouwer, studeerde af aan de hogere landbouwschool in 1966 en behaalde een vakdiploma in 1979. Hij was gemeenteraadslid van zijn gemeente Berngau van 1972 tot 1996 en burgemeester van de gemeente van 1984 tot 1996. Van 1990 tot 2004 zetelde hij voor de CSU in de Bondsdag. Daar nam hij in juli 2004 ontslag na zijn verkiezing tot lid van het Europees Parlement.

## Volkswagen Emissieschandaal
Buiten Duitsland is hij het best bekend voor het proberen in te voeren in het Europees Parlement een wetgeving geschreven door Volkswagen dat zou een hele klas voertuigen vrijgestellen van vervuiling controles. Het voorstel werd na de Volkswagen Emissieschandaal geschrapt en Deß heeft tot nu toe verzoeken geweigerd om commentaar over zijn daden te geven.
- Gemeinsame Normdatei: 132417332
- International Standard Name Identifier: 0000 0000 1979 6126
- Virtual International Authority File: 67626798
- WorldCat: E39PBJxrYXWY8pPRw9pD7HrTHC